# Montigny-sur-Vesle
Montigny-sur-Vesle  là một xã thuộc tỉnh Marne trong vùng Grand Est đông nam nước Pháp. Xã này nằm ở khu vực có độ cao từ 64-202 mét trên mực nước biển.